# Campeonato Goiano de Futebol de 1972
O Campeonato Goiano de Futebol de 1972 foi a 29º edição da divisão principal do campeonato estadual de Goiás. O campeão foi o Goiás que conquistou seu 3º título na história da competição O Atlético Goianiense foi o vice-campeão.

## Participantes
| Equipe       | Cidade       | Em 1971 | Participação | Títulos             |
| ------------ | ------------ | ------- | ------------ | ------------------- |
| América      | Morrinhos    | -       | -            | 0 (não possui)      |
| Anápolis     | Anápolis     | -       | -            | 1 1965)             |
| Atlético     | Goiânia      | 3º      | 29ª          | 7 ( último em 1970) |
| Campinas     | Goiânia      | 5º      | -            | 0 (não possui)      |
| Goiânia      | Goiânia      | 4º      | 29ª          | 13 (último em 68)   |
| Goiás        | Goiânia      | 1º      | 29ª          | 2 (Último em 1971)  |
| Goiatuba     | Goiatuba     | 9º      | -            | 0 (não possui)      |
| Inhumas      | Inhumas      | -       | -            | 0 (não possui)      |
| Itumbiara    | Itumbiara    | -       | -            | 0 (não possui)      |
| Ipiranga     | Anápolis     | -       | -            | 0 (não possui)      |
| Santa Helena | Santa Helena | -       | -            | 0 (não possui)      |
| Vila Nova    | Goiânia      | 2º      | -            | 4 (último em 1969)  |

## Premiação
| Campeonato Goiano de 1972 |
| Goiânia                   |
| ------------------------- |
| Goiás Campeão (3º título) |